# Convexella
Convexella is een geslacht van neteldieren uit de klasse van de Anthozoa (bloemdieren).

## Soorten
- Convexella divergens (Hickson, 1907)
- Convexella jungerseni (Madsen, 1944)
- Convexella krampi (Madsen, 1956)
- Convexella magelhaenica (Studer, 1879)
- Convexella murrayi (Wright & Studer, 1889)